# Cledoni
Cledoni (en llatí Cledonius), va ser un gramàtic romà de rang senatorial que va viure a Constantinoble al segle v. Es desconeix pràcticament tot de la seva vida.
La seva obra es va publicar amb el títol de Ars Cledonii Romani Senatoris, Constantinopolitani Grammatici, i era una interpretació i comentaris sobre el cèlebre tractat d'Eli Donat Ars grammatica, dividit en dos parts.